# Верхнечесноченский сельсовет
Верхнечесно́ченский сельсове́т — сельское поселение в Воловском районе Липецкой области. 
Административный центр — село Нижнее Чесночное.

## История
В соответствии с законом Липецкой области №114-оз «О наделении муниципальных образований в Липецкой области статусом городского округа, муниципального  района, городского и сельского поселения» от 2 июля 2004 года Верхнечесноченский сельсовет наделён статусом сельского поселения.

## Население
| 2010 | 2012 | 2013 | 2014 | 2015 | 2016 | 2017 |
| ---- | ---- | ---- | ---- | ---- | ---- | ---- |
| 785  | ↘726 | ↘692 | ↘656 | ↘648 | ↘635 | ↘621 |
| 2018 | 2021 |      |      |      |      |      |
| ↘582 | ↗601 |      |      |      |      |      |

## Состав сельского поселения
| №  | Населённый пункт    | Тип населённого пункта       | Население |
| -- | ------------------- | ---------------------------- | --------- |
| 1  | Бацевка             | деревня                      | ↘10       |
| 2  | Большовские Выселки | деревня                      | ↘39       |
| 3  | Верхнее Чесночное   | деревня                      | ↘102      |
| 4  | Воловский 1-й       | посёлок                      | ↘6        |
| 5  | Воловский 2-й       | посёлок                      | ↗48       |
| 6  | Куликовка           | деревня                      | ↗100      |
| 7  | Малая Горчаковка    | деревня                      | ↗11       |
| 8  | Нижнее Чесночное    | село, административный центр | ↗253      |
| 9  | Предтечевка         | деревня                      | ↗96       |
| 10 | Сергеевка           | деревня                      | ↗4        |
| 11 | Южный               | посёлок                      | ↗120      |